# علم الشيخوخة المالي
علم الشيخوخة المالي، هو مجال متعدد التخصصات الدراسية يشمل كلاً من التعليم الأكاديمي والمهني على حد سواء، ويكامل بين البحوث المتعلقة بالشيخوخة والتنمية البشرية مع اهتمامات التمويل والأعمال. علم الشيخوخة المالي ليس مجرد دراسة لكبار السن، بل إنه يؤكّد على العمليات المتعددة للشيخوخة، من خلال جذوره في علم الشيخوخة الاجتماعي.
يعتمد البحث والتدريس في علم الشيخوخة المالي على أربعة أنواع من الشيخوخة تحديداً أو «أربعة عدسات» يمكن من خلالها الاطلاع على الشيخوخة والتمويل، وهي شيخوخة السكان وشيخوخة الأفراد وشيخوخة الأسرة وشيخوخة الأجيال.
على الرغم من أن فكرة «الديموغرافيا هي قَدَر محتوم» أمر إشكالي، لكن تلعب المفاهيم والقضايا والبيانات الديموغرافية دوراً كبيراً في فهم ديناميكيات علم الشيخوخة المالي. 
على سبيل المثال، تُحدد الديموغرافيا من خلال عدسة شيخوخة السكان عدد الأشخاص من مختلف الأعمار في المدن والدول، وفي نقاط زمنية متعددة؛ وتشير الديموغرافيا أيضاً إلى حدوث تغييرات في طول الوقت/ عدد السنوات المعاشة في سن أكبر من خلال عدسة شيخوخة الأفراد، وتقاس عادةً بزيادة العمر المتوقع. 
تمثّل الاهتمام الرئيسي لعلم الشيخوخة المالي في طفرة المواليد وعلاقاتهم بوالديهم منذ سنوات تأسيسه الأولى في بداية القرن الحادي والعشرين. كان تأثير هذين النوعين من الشيخوخة واضحاً بشكل منطقي على التمويل. يزيد ارتفاع عدد كبار السن وتزايده [شيخوخة السكان] في المجتمع -بغض النظر عن كيفية تعريف «الشيخوخة»- وتقدم عمر كل من هؤلاء الأشخاص [شيخوخة الأفراد] التأثير على نمط تقاعد المجتمع وأنظمة رواتب التقاعد العامة والخاصة والصحة والرعاية الصحية والتمويل الشخصي والمجتمعي للرعاية الصحية.
يوضح التركيز على الطفرات المبينة العدستين الأخرتين أو «أنواع» الشيخوخة. إن كيفية تعامل المواليد مع الجوانب الاجتماعية والعاطفية والمالية لشيخوخة آبائهم عنصر أساسي في شيخوخة الأسرة. تُعتبر كيفية اختلاف المواليد عن آبائهم الذين ولدوا وترعرعوا قبل عشرين إلى أربعين عاماً، والاختلاف عن الجيل إكس وجيل الألفية وأحفادهم، جوانب جوهرية في شيخوخة الأجيال.

## أصول علم الشيخوخة المالي
تعكس أصول علم الشيخوخة المالي رؤية اثنين من رجال الأعمال المتخصصين هما جوزيف بوتنر، رجل مبيعات ورجل أعمال ناجح في مجال التأمين؛ وديفيز غريغ، وهو مدرس ومدير أعمال ناجح. 
ولد بوتنر في عام 1903، وغادر ثانوية ويست فيلادلفيا من أجل العمل في صناعة التأمين المزدهرة في المدينة. اشترى شركة للتأمين على الحياة في فيلادلفيا (مقابل دولار واحد للسهم الواحد) مستنداً إلى نجاح حياته المهنية في مجال المبيعات، وأسسها كشركة ناجحة في هذا المجال. حصل بوتنر على تعليمه في مرحلة ما بعد المدرسة الثانوية في الكلية الأمريكية لشركات التأمين على الحياة، ثم من خلال برنامج تأمين تعليمي في كلية وارتون للأعمال والتمويل في جامعة بنسلفانيا. حصل على تصنيف «شركة تأمين على الحياة معتمدة» في عام 1934. 
وُلد غريغ عام 1918، وتخرج من جامعة تكساس، ثم حصل على درجة الدكتوراه من جامعة بنسلفانيا في عام 1947، حيث درس تحت إشراف أستاذ التأمين الأسطوري سولومون هويبنر، وهو مؤسس الكلية الأمريكية للتأمين على الحياة، والذي يعتبره الكثيرون «والد التعليم في مجال التأمين». كان غريغ عضواً في الهيئة التدريسية في جامعة ستانفورد عندما طلب منه هويبنر الحضور إلى كلية التأمين في فيلادلفيا لفترة قصيرة. أصبحت «الفترة القصيرة» أربعة عقود من الزمن، بما في ذلك الثلاثين عاماً التي عمل بها غريغ كرئيس للكلية (1954 إلى 1983).
بحلول ثمانينيات القرن الماضي، بدأت اهتمامات بوتنر بالشيخوخة الشخصية والتعليم المالي بالاندماج مع وجهات نظر غريغ حول الحاجة إلى المزيد من التعليم المهني الشامل في مجال الخدمات المالية المتوسع. كان ظهور مفهوم وخطة لإنشاء معهد أبحاث جديد يركّز على الترابط بين علم الشيخوخة الاجتماعي والتمويل الشخصي، إحدى نتائج هذه الاهتمامات المشتركة.
عقد غريغ –بالاعتماد على عطية بوتنر القليلة- لجنة دراسة لاختصاصيي علم الشيخوخة المعروفين على المستوى الوطني؛ والتي وافقت بعد عامين من تكليفها على أربعة مبادئ تنظيمية: (1) كان هناك في الحقيقة حاجة إلى بحث متخصص يكامل بين علم الشيخوخة والتخطيط المالي؛ (2) قد ينجح مركز بحث علم الشيخوخة الاجتماعي في كلية أعمال صغيرة متخصصة؛ (3) يجب أن يكون المدير الدائم للمعهد متخصصاً في علم الشيخوخة لأن أعضاء هيئة التدريس في كلية الأعمال سيوفرون الجانب المالي للعلاقة؛(4) سيقوم المعهد الجديد بتوصيل مسائل علم الشيخوخة للمختصين الماليين، والمسائل المالية لأخصائيي علم الشيخوخة.

### معهد بوتنر لعلم الشيخوخة المالي
أنشأت الكلية الأمريكية للخدمات المالية في 4 يوليو من عام 1986 معهد أبحاث بوتنر تحت إشراف غريغ. كان أول مدير دائم لها هو نيل ي. كتلر -أستاذ العلوم السياسية وعلم الشيخوخة- الذي عينه مركز أندروس لعلم الشيخوخة في جامعة جنوب كاليفورنيا في عام 1989.
كان التحدي الذي يواجه فريق القيادة الجديد، هو وضع اسم للمعهد بحيث يكون وصفي أكثر لمضمون المعهد. اعتُمد اسم «معهد الراتب التقاعدي أو التقاعد»، لكن كانت دلالة هذا الاسم أضيق من ولاية المعهد الجديد؛ وبالإضافة إلى ذلك، تواجد «مجلس أبحاث الراتب التقاعدي» في كلية وارتون في جامعة بنسلفانيا القريبة بالفعل من موقع المعهد الجديد. وبشكل أدق، كان المعهد الجديد مميزاً في التشديد على إسهامات علم الشيخوخة في مجموعة واسعة من المجالات الأكاديمية والتخصصات المالية.
لحسن الحظ، يوجد العديد من المجالات الفرعية متعددة التخصصات المعروفة جيداً كنماذج، بما في ذلك علم الشيخوخة البيولوجي، وعلم الشيخوخة الاجتماعي، وعلم الشيخوخة المهني، وعلم الشيخوخة الترويحي؛ كما أن عبارة «علم الشيخوخة المالي» بدأت في الظهور في المنشورات المهنية. لذلك، اختير اسم «معهد بوتنر لعلم الشيخوخة المالي» في عام 1990 كاسم رسمي من أجل إنشاء مجالات فرعية جديدة في كل من علم الشيخوخة والتمويل، وتوصيف وتوصيل نطاق المعهد للتعليم والبحث الأكاديمي والمهني.
أعادت جامعة بنسلفانيا تسمية المعهد باسم «مركز بوتنر لعلم الشيخوخة المالي» تماشياً مع ممارسات التسمية الأكاديمية المتبعة. نُقل المركز إلى كلية وارتون بالجامعة بصفته «مركز بوتنر لأبحاث الرواتب التقاعدية والتقاعد» التابع لمجلس أبحاث الرواتب التقاعدية في كلية إدارة الأعمال، تحت إشراف أوليفيا س. ميتشل في عام 2003.